# Сафонівка
Са́фонівка — село в Україні, в Путивльському районі Сумської області. Населення становить 188 осіб. До 2018 орган місцевого самоврядування — Сафонівська сільська рада.

## Географія
Село Сафонівка знаходиться на правому березі річки Сейм, вище за течією на відстані 2 км розташоване село Пруди, нижче за течією на відстані 1,5 км розташоване село Красне. На відстані 1 км розташоване село Спадщина. По селу протікає пересихаючий струмок з загатою. Річка в цьому місці звивиста, утворює лимани, стариці і заболочені озера.

## Історія
Село Сафонівка відоме з XVIII століття.
Село належало гетьману України Павлу Скоропадському, колишній маєток якого зберігся й донині.
12 червня 2020 року, відповідно до розпорядження Кабінету Міністрів України № 723-р «Про визначення адміністративних центрів та затвердження територій територіальних громад Сумської області», село увійшло до складу Путивльської міської громади.
19 липня 2020 року, в результаті адміністративно-територіальної реформи та ліквідації Путивльського району, увійшло до складу новоутвореного Конотопського району.

## Населення
Згідно з переписом УРСР 1989 року чисельність наявного населення села становила 161 особа, з яких 80 чоловіків та 81 жінка.
За переписом населення України 2001 року в селі мешкало 188 осіб.

### Мова
Розподіл населення за рідною мовою за даними перепису 2001 року:
| Мова       | Чисельність | Відсоток |
| ---------- | ----------- | -------- |
| українська | 171         | 90,96%   |
| російська  | 13          | 6,91%    |
| румунська  | 3           | 1,60%    |
| вірменська | 1           | 0,53%    |
| Усього     | 188         | 100%     |